# Республиканская детская библиотека имени Бегалина
Государственная Детская Библиотека им. Бегалина была создана 10 мая 1951 года.

## История
Первоначально, в книжном фонде библиотеки было 16 тысяч книг. За 60 лет своего существования Детская Библиотека имени Бегалина, значительно расширила книжные фонды, организовала проект по изучению истории Казахстана. 
В 1971 году библиотека получила статус Государственной республиканской. В 1996 году библиотека была названа в честь классика казахской детской литературы Сапаргали Бегалина.
Библиотека состоит из 11 отделов, 6 из них занимаются обслуживанием пользователей.
Ежегодно сюда приходят читать более 15 тыс. человек.
Сегодня государственная детская библиотека им. С.Бегалина является, главной детской библиотекой страны и национальным книгохранилищем детской литературы.
Библиотека реализует разнообразные программы. Проводятся литературные праздники, в программе которых традиционный праздник чтения «Ночь в библиотеке». Также, во время летних каникул, можно принять участие в программе «Летнее чтение».

## Здание
В начале, библиотека находилась на улице Дехканской, позже переехала в цокольное помещение дома по ул. Казыбек би. С 1971 года Государственная детская библиотека Казахстана располагается в городе Алма-Ате, на улице Толе би (Ул. Толе би, дом 27) в старинном здании, историко-архитектурном памятнике XIX века (постройка 1877 года). Архитектор  П.В.Гурдэ при участии инженера А.П.Зенкова.
Исторически в этом здании располагался пансион Верненской мужской гимназии, среди воспитанников которого были и такие известные в будущем люди Семиречья, как Д.Барибаев, Т. Бокин, У. Джандосов, А. Розыбакиев и многие другие.
В здании пансиона в 1919 году размещалась первая комсомольская организация. Со временем здание было отдано Жетысуской публичной библиотеке. Организатором и первым директором которой был Ураз Джандосов.
Здание деревянное, построено из тянь-шанской ели, состоит из 11 комнат и имеет железную крышу. Здание оштукатурено и побелено.